# Danh sách đơn vị hành chính Việt Nam khu vực Đồng bằng sông Hồng
Các đơn vị hành chính của Việt Nam thuộc các tỉnh thành Đồng bằng sông Hồng (tức là thuộc các tỉnh Bắc Ninh, Hà Nam, Hà Nội, Hải Dương, Hải Phòng, Hưng Yên, Nam Định, Ninh Bình, Thái Bình , Vĩnh Phúc và Quảng Ninh ), bao gồm:

## Thống kê
| STT | Tên tỉnh  | Phường | Thị trấn | Xã  | Tổng |
| --- | --------- | ------ | -------- | --- | ---- |
| 1   | Bắc Ninh  | 52     | 4        | 70  | 126  |
| 2   | Hà Nam    | 20     | 6        | 83  | 109  |
| 3   | Hà Nội    | 175    | 21       | 383 | 579  |
| 4   | Hải Dương | 47     | 10       | 178 | 235  |
| 5   | Hải Phòng | 66     | 10       | 141 | 217  |
| 6   | Hưng Yên  | 14     | 8        | 139 | 161  |
| 7   | Nam Định  | 22     | 16       | 188 | 226  |
| 8   | Ninh Bình | 17     | 7        | 119 | 143  |
| 9   | Thái Bình | 10     | 9        | 241 | 260  |
| 10  | Vĩnh Phúc | 16     | 18       | 102 | 136  |